# Calimero
Calimero é uma série de animação japonês-italiana criada em 1963 por Nino Pagot, Toni Pagot, e Ignazio Colnaghi. O personagem nasceu na série de TV Carosello, que continha animações com publicidade.
As animações narram as histórias de um meigo, mas infeliz pintinho (o único negro da família de galos amarelos). Ele veste metade de sua casca de ovo ainda na sua cabeça. Em suas primeiras aparições fazendo publicidade para o sabão em pó AVA, é revelado que Calimero não é negro, apenas estava coberto de lama, e é então lavado usando o produto anunciado. As futuras aparições do personagem retirariam este fato do cânone do personagem, tornando de fato Calimero em um pintinho negro. O sucesso das curtas dos anos 60 e 70 enviou os personagens ao Japão para estrelarem suas próprias séries de anime produzidas pela Toei Animation. Duas foram produzidas, uma em 1974, e outra em 1992.

## Sinopse
Os primeiros curtas italianos e a primeira série de anime contam as histórias de Calimero, juntamente de sua namorada Priscilla (considerada sua prima no cânone original), o pato bully Piero, e outros amigos, vivendo numa pequena vila.
Na série de 1992, Calimero atua juntamente com sua eterna namorada Priscilla, e Piero, que age de forma mais amigável com Calimero. Também se encontra o pintinho verde Valério/Valeriano (o aprendiz de cineasta), a pata Susi (namorada de Piero),  e a tímida ave Rosella (namorada de Valério). A série consiste de muitas aventuras dos personagens e como eles resolvem mistérios e fazem documentários para um canal de TV local. Suas aventuras normalmente os colocam em grandes riscos.
Na série de 2013, Calimero muda-se para Hatchington, uma cidade maior do que ele está acostumado. Ele, junto de seus amigos, vive várias aventuras no moínho aonde ficam secretamente as invenções de DoVinci, um antepassado de Calimero. Nos episódios várias de suas invenções são utilizadas.

## Exibição

### Japão
As séries foram produzidas pela KSS, Rever, Toei Animation e RAI; e exibida no Japão pela Nihon Educational Television/Asahi Terebi e TV Tokyo.

### Brasil
A série em 3D passou na Discovery Kids entre 2014 e 2018.

### Portugal
Em Portugal as primeiras séries italianas passaram na RTP1 nos anos 70 com dobragem inglesa e legendas em português. A primeira série de anime produzida no Japão também foi transmitida pela RTP1 e estreou no dia 9 de junho de 1984 aos sábados no horário das 13h. Nessa época, era exibida a dobragem italiana com legendas em português. Em 1992 foi emitida na RTP2 e entre 1999 e 2000, desta vez com dobragem portuguesa. A versão em 3D passou no Disney Junior entre 2015 e 2016, também com dobragem portuguesa.